# Uladzimir Pčenikin
Uladzimir Ivanovič Pčenikin (in bielorusso Уладзімір Іванавіч Пченікін?; in russo Владимир Иванович Пченикин?, Vladimir Ivanovič Pčenikin; 13 luglio 1970) è uno schermidore bielorusso, specialista della spada.

## Palmarès
In carriera ha conseguito i seguenti risultati:
- Europei di scherma

1998 - Plovdiv: bronzo nel spada individuale.